# La Quille
Pour les articles homonymes, voir Vive la quille.
Pour plus de détails, voir Fiche technique et Distribution.
La Quille est un court métrage français réalisé par Jean Herman, sorti en 1963.

## Synopsis
Séparé par le service militaire de l'homme pendant la guerre d'Algérie, un couple se retrouve après « la quille ».

## Fiche technique
- Titre : La Quille
- Réalisation : Jean Herman, assisté de Pierre Grunstein
- Photographie : Denys Clerval
- Musique : Marcel van Thienen
- Production : Sofracima
- Pays d'origine : France
- Durée : 15 minutes
- Date de sortie : 1963

## Distribution
- Axelle Poli
- Maurice Poli

## Sélection
- 1961 : Festival de Venise[1]